# ادریان بلامی
ادریان بلامی (به انگلیسی: Adrian Bellamy) (زاده ۱۹۴۲) کارآفرین، بازرگان و مدیر ارشد اجرایی بریتانیایی است، که در حال حاضر به‌عنوان رییس هیئت مدیره شرکت رکیت بنکیزر فعالیت می‌کند.